# Czettritz

Herb Zettritz

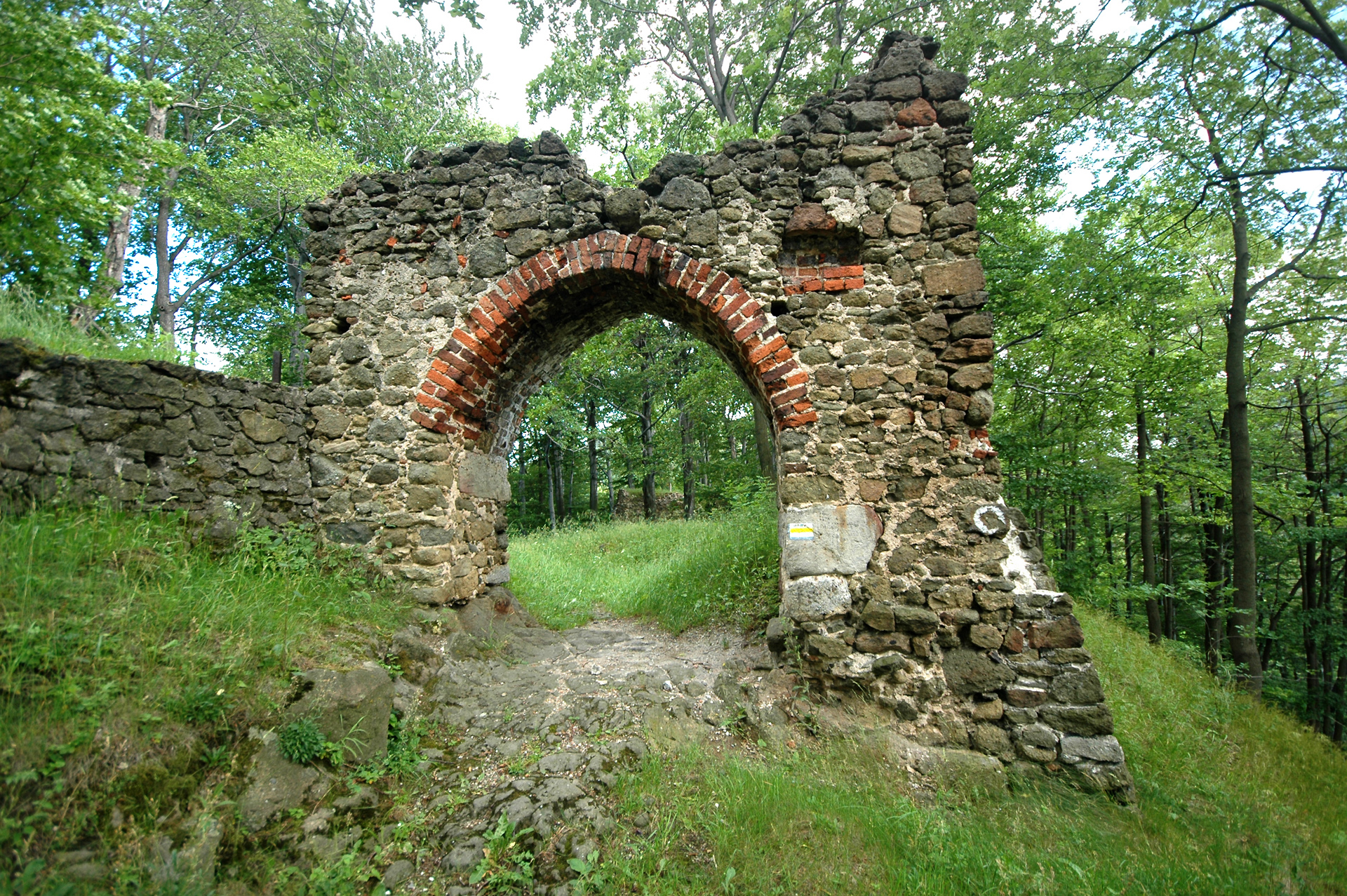
Zamek Nowy Dwór w Wałbrzychu

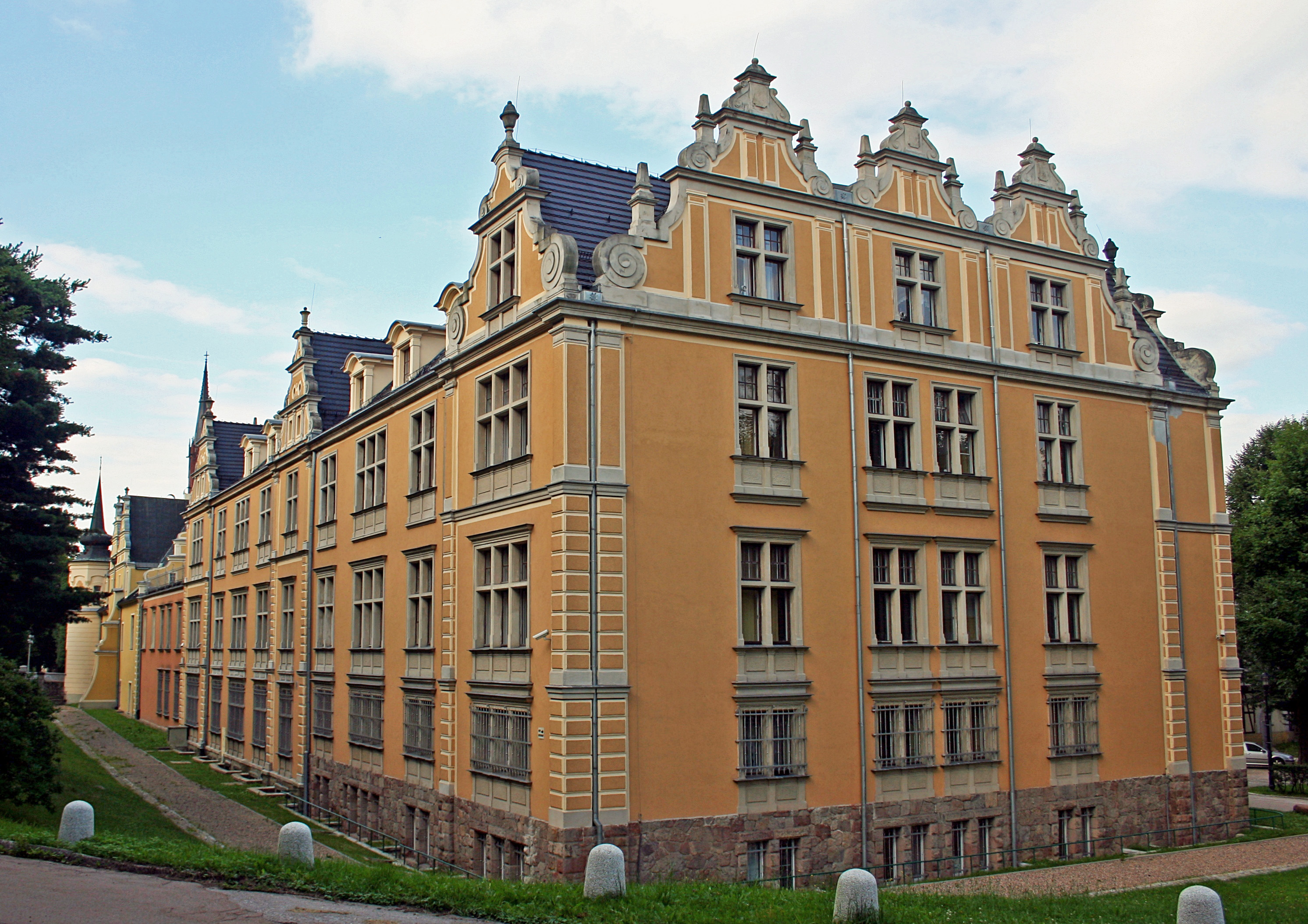
Zamek, obecnie PWSZ

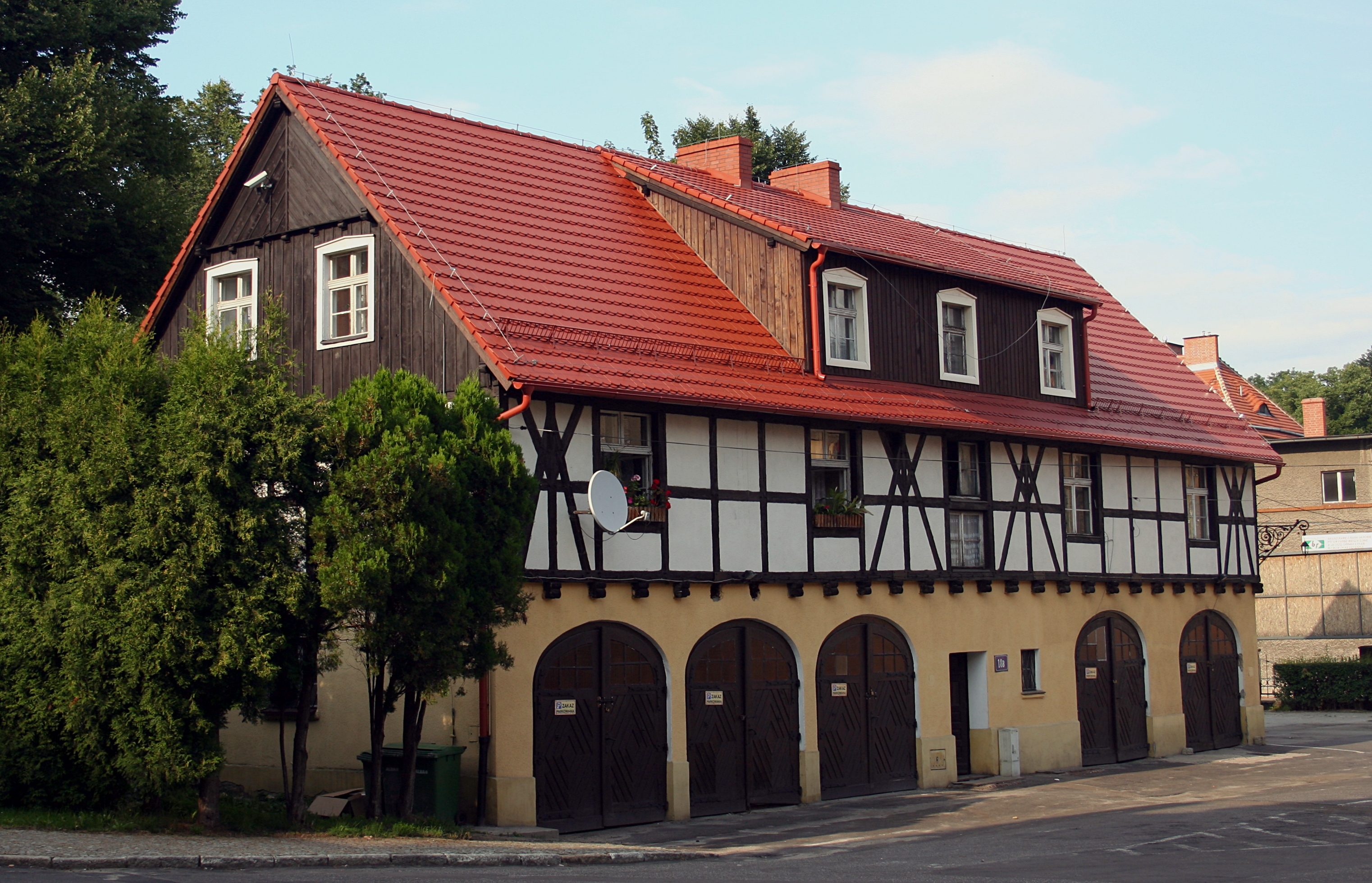
Folwark Czettritzów, ul. Młynarska

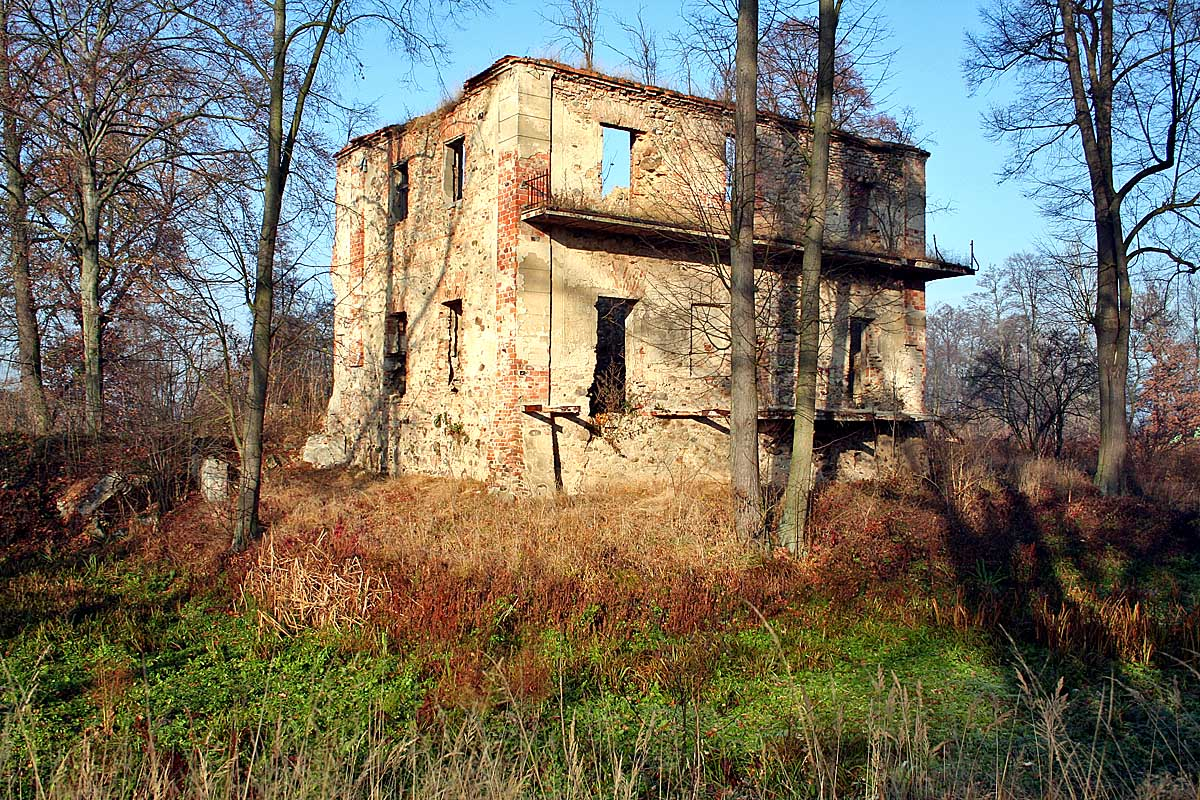
Dwór w Mirocinie Średnim

Czettritz – stary dolnośląski ród, którego nazwisko ulegało częstym zmianom: początkowo było pisane w formie Zettritz a następnie Czettritz, natomiast w dokumentach czeskich występuje często w formie Cetrys. Według rodowej legendy wywodzili się ze słowiańskich książąt. Również według legendy Jan Zettritz miał zginąć w 1241 pod Legnicą w bitwie z Mongołami (Tatarami) a  Konrad – brat Jana – miał towarzyszyć św. Jadwidze Śląskiej w jej ucieczce przed Mongołami do Krosna Odrzańskiego. Pierwsze historyczne wzmianki o tym rodzie pochodzą z XII wieku. W późniejszych czasach ród podzielił się na boczne linie, z których część osiadła na Górnym Śląsku.
Przedstawicielami rodu Czettritzów byli właściciele miasta Wałbrzycha – wśród nich Diprand Czettritz, który w 1604 wydał tzw. "ordunek węglowy" – pierwszy na Śląsku regulamin wydobycia węgla.

## Czettritzowie z Nowego Dworu i Wałbrzycha (starsza linia)
Krzysztof

ur. 1524, zm. 1594

na Nowym Dworze i Wałbrzychu

ż. Urszula von Seidlitz

|

Diprand

ur. 1562, zm. 29.7.1628 w Wałbrzychu

na Nowym Dworze i Wałbrzychu

ż. 1. Katarzyna von Seidlitz

(zm. 26.12.1605)

ż. 2. (x 24.10.1606) Elżbieta von Zedlitz z Maciejowej

(zm. 1651 w Wałbrzychu)

|

Henryk

ur. 23.10.1619, zm. 27.12.1682 w Wałbrzychu

na Nowym Dworze, Wałbrzychu i Strudze

ż. (x 1650) Maria Rozyna von Hohberg z Mieroszowa

(zm. 12.3.1659)

|

Maria Katarzyna

ur. 1655, zm. 3.10.1718 w Strudze

na Wałbrzychu i Strudze

m. (x 14.11.1669) Zygmunt Henryk

bar. von Bibran z Modły

(zm. 14.9.1693)

## Czettritzowie z Nowego Dworu i Wałbrzycha (młodsza linia)
Ernest Henryk

ur. 7.5.1679 w Poniatowie, zm. 21.9.1728 w Wałbrzychu

1682 – odziedziczył Nowy Dwór, Podgórze, Sobięcin, Stary Glinik i Baerengrund;

1725 – odkupił od hr. von Stollberg Wałbrzych i Biały Kamień

ż. (x 2.4.1704) Anna Magdalena bar. von Czettritz und Neuhaus z Czarnego Boru (zm. 2.7.1735 w Świdnicy)

| Jan Abraham                                                                | Ernest Henryk                                                   | Joanna Henrietta                                        |
| ur. 28.12.1707, zg. 1741 pod Lichtenberg                                   | ur. 3.3.1713, zm. 13.1.1782 w Nowym Dworze                      | ur. 16.10.1724, zm. 2.3.1799 w Górnym Mirocinie         |
| 1732 – sprzedał Biały Kamień, a w 1738 Wałbrzych hr. von Hochberg z Książa | – zapisał swoje dobra siostrzeńcowi bar. von Dyherrn z Mirocina |                                                         |
| ż. (x 24.4.1731) Joanna Dorota von Mohl z Rogoźnicy                        | ż. (x 1742) Maria Anna bar. von Przychowsky (zm. 16.11.1755)    | m. (x 1741) Melchior Abraham von Dyherrn (zm. 9.6.1793) |